# Nennar
Nennar ist ein Eiland des Kwajalein-Atolls in der Ralik-Kette im ozeanischen Staat der Marshallinseln (RMI).

## Geographie
Das Motu liegt zusammen mit Bokan, Elenak, Aoj, Bikrik und Jein am Westende des Atolls zwischen  Mejatto und Ebadon.

## Klima
Das Klima ist tropisch heiß, wird jedoch von ständig wehenden Winden gemäßigt. Ebenso wie die anderen Orte der Kwajalein-Gruppe wird Nennar gelegentlich von Zyklonen heimgesucht.